# Exocrien systeem
Het exocrien systeem bestaat uit exocriene klieren, of afvoerklieren, die zorgen voor de excretie of uitscheiding. Het systeem werkt tegengesteld aan het endocrien systeem dat hormonen afscheidt aan het organisme zelf, aan bloed en weefselvloeistof.

Sommige exocriene klieren geven hun stoffen af in het spijsverteringskanaal:
- alvleesklier
- darmwandklier
- lever
- maagwandklier
- speekselklier
  - oorspeekselklier

Andere exocriene klieren geven hun stoffen min of meer rechtstreeks in de buitenwereld af:
- geurklier
  - talgklier
  - zweetklier
- melkklier
- prostaat
- traanklier

Veel diersoorten hebben
- anaalklieren

skelet ·  spierstelsel ·  spijsverteringsstelsel ·  ademhalingsstelsel ·  borstholte ·  urinewegstelsel ·  voortplantingssysteem ·  endocrien systeem ·  hart en vaatstelsel ·  lymfevatenstelsel ·  zenuwstelsel ·  zintuigen ·  huid
darmwandklier · lever · maagwandklier · melkklier · ovaria · pancreas · speekselklieren · talgklier · traanklier · testes · zweetklier